# 'Nzieme a tte/Napule dinto e fora
'Nzieme a tte/Napule dinto e fora è un singolo di Lucia Altieri, pubblicato nel 1961.
La canzone sul lato A viene inclusa nel primo album dell'artista, pubblicato l'anno seguente e intitolato semplicemente Lucia Altieri.
L'orchestra è diretta da Giorgio Fabor.

## Tracce
LATO A
1. 'Nzieme a tte (testo: Devilli – musica: Tony Osborne)

LATO B
1. Napule dinto e fora (Cesare Andrea Bixio)